# Salvador Millet i Bel
Salvador Millet i Bel (Viladrau, 1 de gener de 1912 - Barcelona, 29 d'abril de 1998) fou un economista català. Casat amb Assumpció Serra Forns, va ser cunyat de Narcís de Carreras i Guiteras i oncle del polític socialista Narcís Serra i del jurista Francesc de Carreras. En canvi, no tenia cap relació familiar amb el fundador de l'Orfeó Català Lluís Millet i Pagès amb qui va coincidir durant uns anys a Barcelona.
Es diplomà per la Institució d'Estudis Econòmics i Comercials de la Generalitat, i estudià a la Universitat de Berlín, on fou deixeble de Wilhelm Röpke i Friedrich von Hayek. El 1935 ingressà a les joventuts de la Lliga Catalana i s'associà a Francesc Cambó, a qui admirava profundament. Per aquest motiu fou perseguit en esclatar la guerra civil espanyola, i el 1936 s'exilià a França. En tornar va dirigir el Servei d'Estudis Econòmics de Cambó, col·laborà a la Fundació Bernat Metge i del 1947 al 1956 dirigí l'editorial Alpha.
Com a economista va estar adscrit a l'escola de l'economia liberal, escrigué diversos estudis i col·laborà sovint amb articles a La Vanguardia i Destino. També fou president de l'Institut d'Estudis Europeus i un dels promotors de l'acostament als mòduls neocapitalistes i democràtics d'Europa.
El 1975 va intentar ressuscitar políticament la Lliga Catalana amb el Club Catalònia, que va patrocinar la Lliga Liberal Catalana, però que fracassà en les eleccions generals espanyoles de 1977.
Més tard ocupà càrrecs empresarials i del 1980 al 1987 fou president de la Caixa d'Estalvis i Pensions de Barcelona, càrrec que abandonà per motius d'edat, essent succeït per Joan Antoni Samaranch.
El 1986 va rebre la Creu de Sant Jordi i va ser membre de la Societat Catalana d'Economia, filial de l'Institut d'Estudis Catalans.

## Obres
- Què significa ser conservador, avui? (1987)
- Estado de quiebra (1993)
- Història de l'agricultura espanyola durant els segles XIX i XX (2001)